# Montmorillon

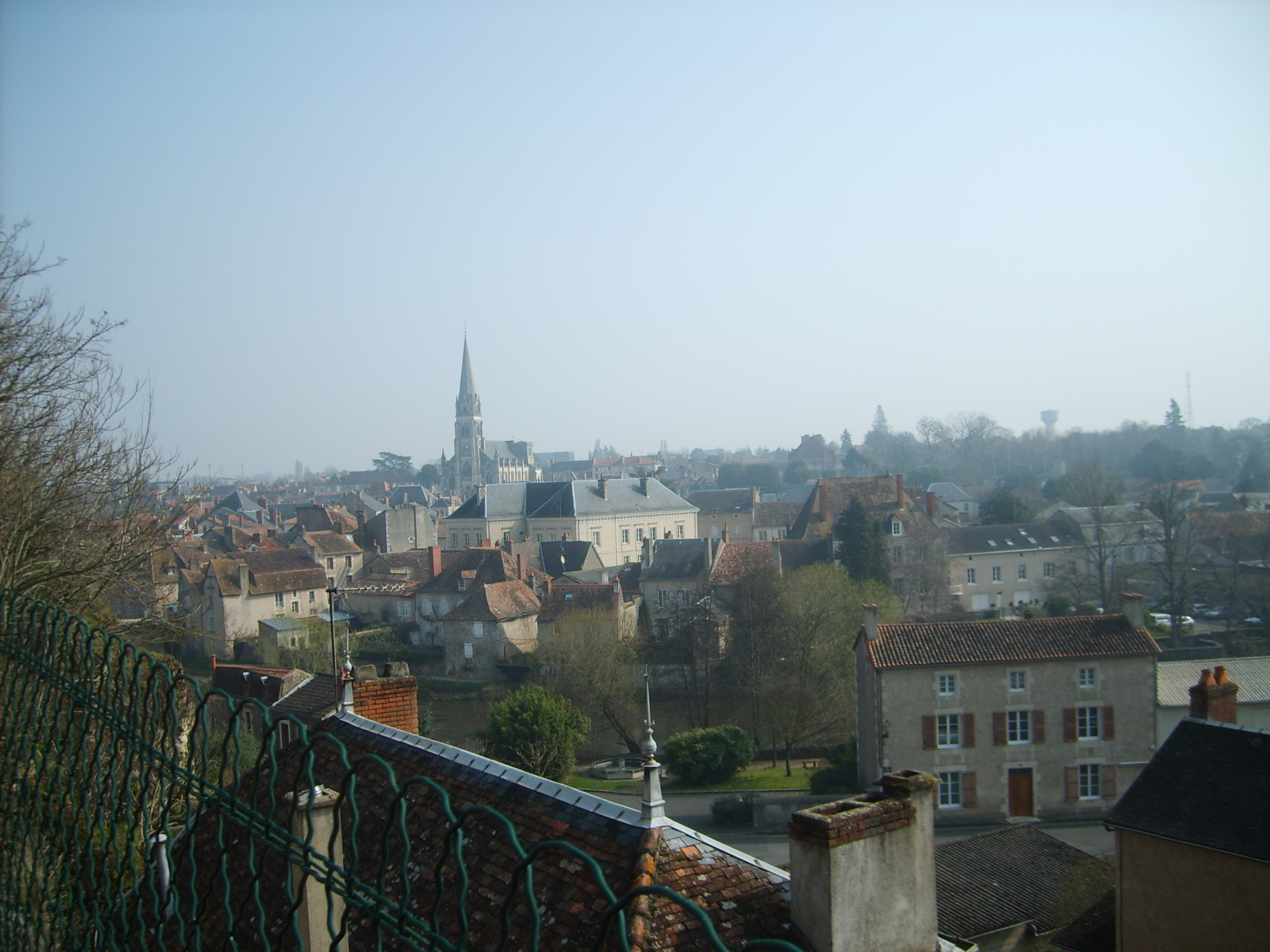
Panorama Montmorillon

Montmorillon – miejscowość i gmina we Francji, w regionie Nowa Akwitania, w departamencie Vienne.
Według danych na rok 1990 gminę zamieszkiwało 6667 osób, a gęstość zaludnienia wynosiła 117 osób/km² (wśród 1467 gmin regionu Poitou-Charentes, Montmorillon plasuje się na 21. miejscu pod względem liczby ludności, natomiast pod względem powierzchni na miejscu 23.).